# Stazione di Porto Recanati
Stazione di Porto Recanati vasútállomás Olaszországban, Marche régióban, Porto Recanati településen.

## Vasútvonalak
Az állomást az alábbi vasútvonalak érintik:
- Ancona–Lecce-vasútvonal

## Kapcsolódó állomások
A vasútállomáshoz az alábbi állomások vannak a legközelebb: 
- Stazione di Potenza Picena-Montelupone
- Stazione di Loreto